# Перше причастя

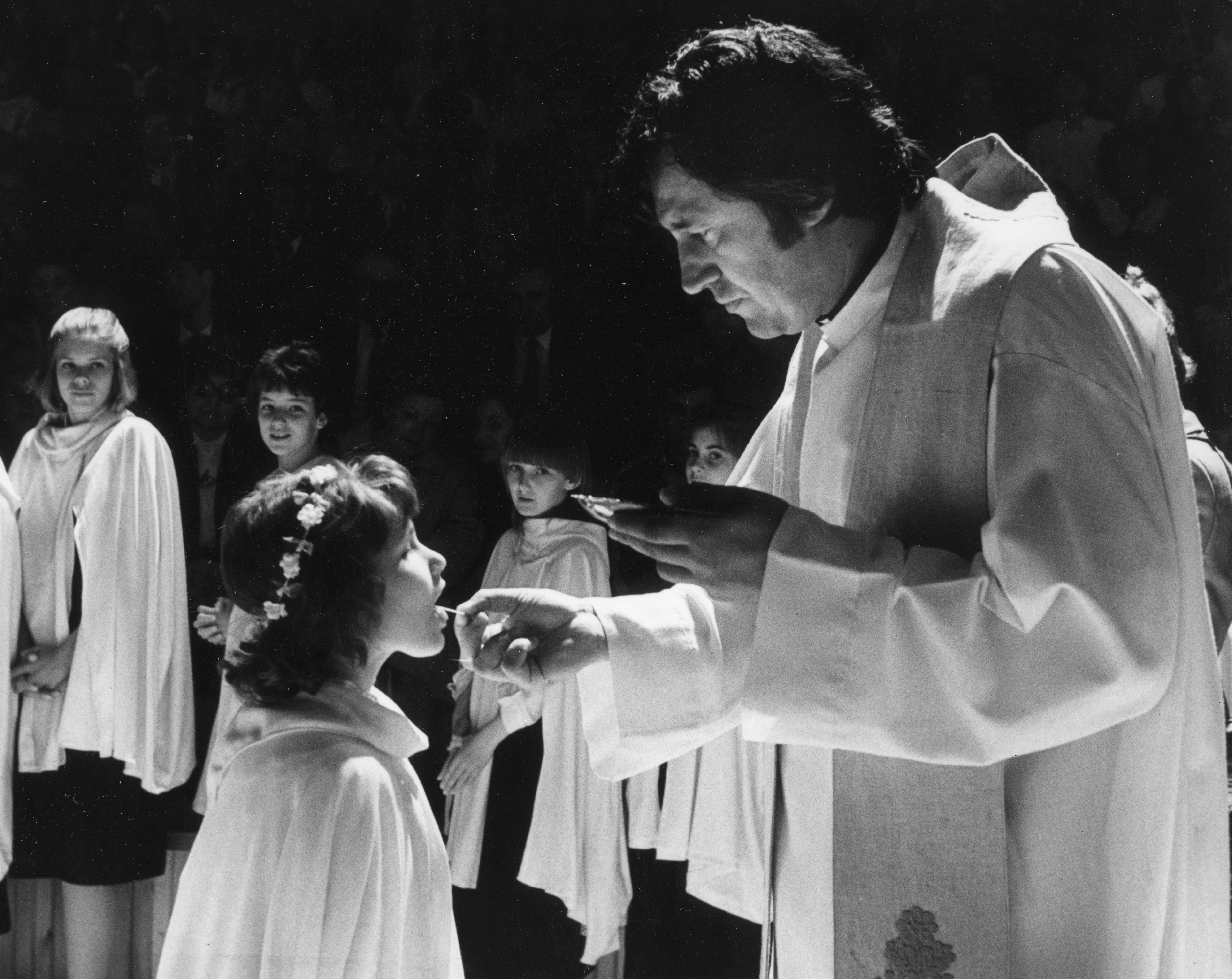
Католицька дівчинка приймає перше причастя в Угорщині.

Перше причастя — церемонія в деяких християнських традиціях, під час якої член церкви вперше приймає таїнство Євхаристії. Найбільше поширена в багатьох парафіях латинської церковної традиції Католицької церкви, Лютеранської церкви та Англіканської церкви (інші церковні провінції цих конфесій проводять Перше причастя парафіян після того, як вони отримають хрещення та миропомазання). У церквах, які святкують обряд першого причастя окремо від хрещення або конфірмації, це зазвичай відбувається у віці від семи до тринадцяти років, часто діючи як обряд переходу. В інших деномінаціях перше причастя зазвичай відбувається після прийняття миропомазання, яке відбувається в підлітковому або зрілому віці, тоді як православні християни вперше приймають таїнство Святого причастя в дитинстві разом з хрещенням і миропомазанням .

## Характеристика

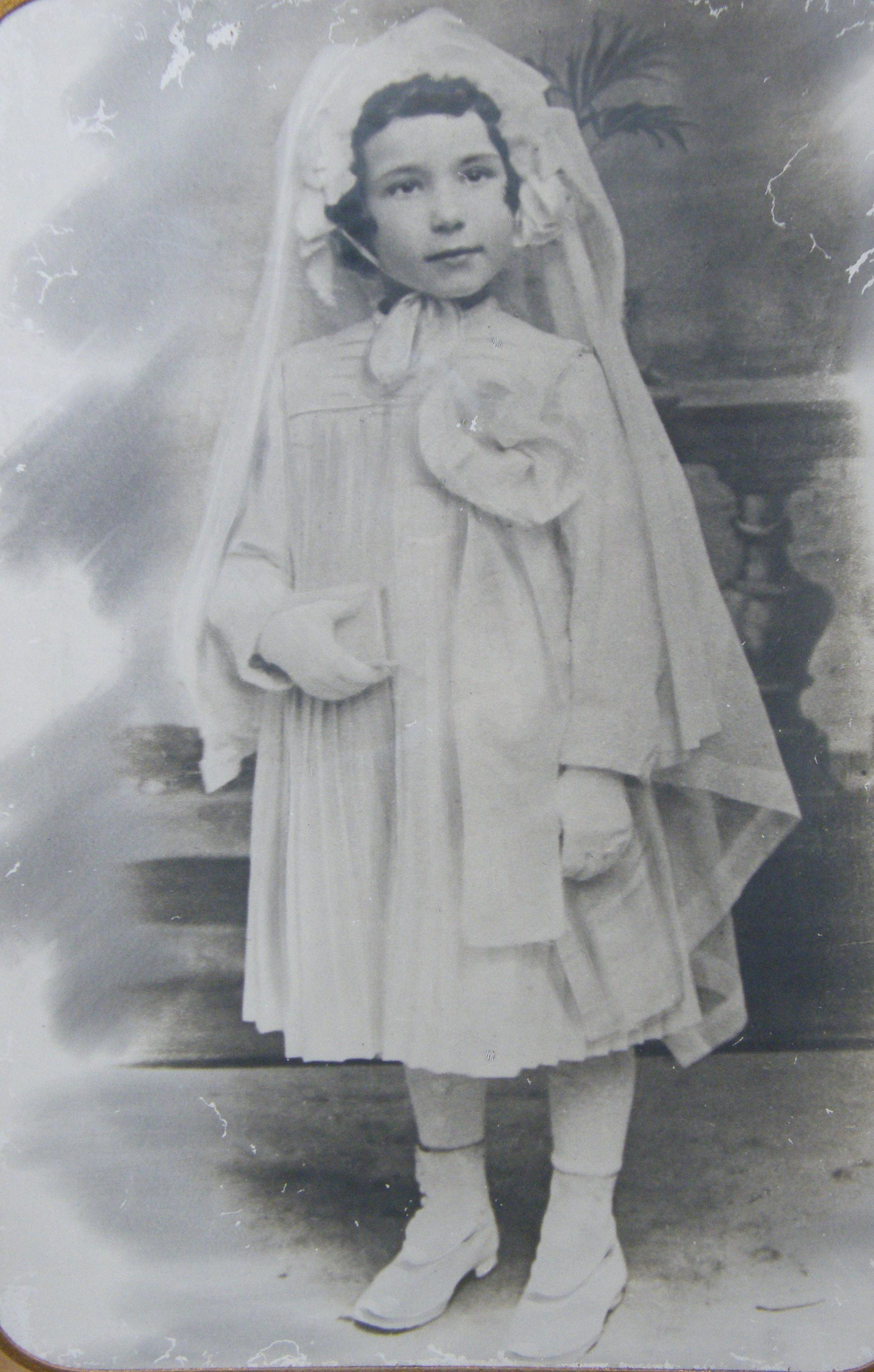
Маленька дівчинка, сфотографована для Першого причастя в Італії, бл. 1919 року

Католики вважають цю подію дуже важливою, оскільки Євхаристія займає центральну роль у католицькій теології та практиці.
Перше причастя не святкується у православних церквах, східних православних церквах та Ассирійській церкві Сходу, оскільки вони практикують причастя немовлят (яке часто призначається одночасно з хрещенням і миропомазанням немовлят).
У багатьох протестантських церквах святкування цієї церемонії зазвичай менш складне. Католики та деякі протестанти вірять, що Христос присутній у Євхаристії. Римо-католики вірять, що присутність Христа відбувається через транссубстанціацію, лютерани вірять, що це відбувається через сакраментальний союз, методисти вірять, що спосіб проявлення Христа в євхаристійних елементах є Святою Тайною, тоді як реформати стверджують пневматичну присутність. Інші деномінації мають різне розуміння, наприклад, Євхаристія є символічною трапезою та засобом згадування останньої вечері Христа.

## Традиції

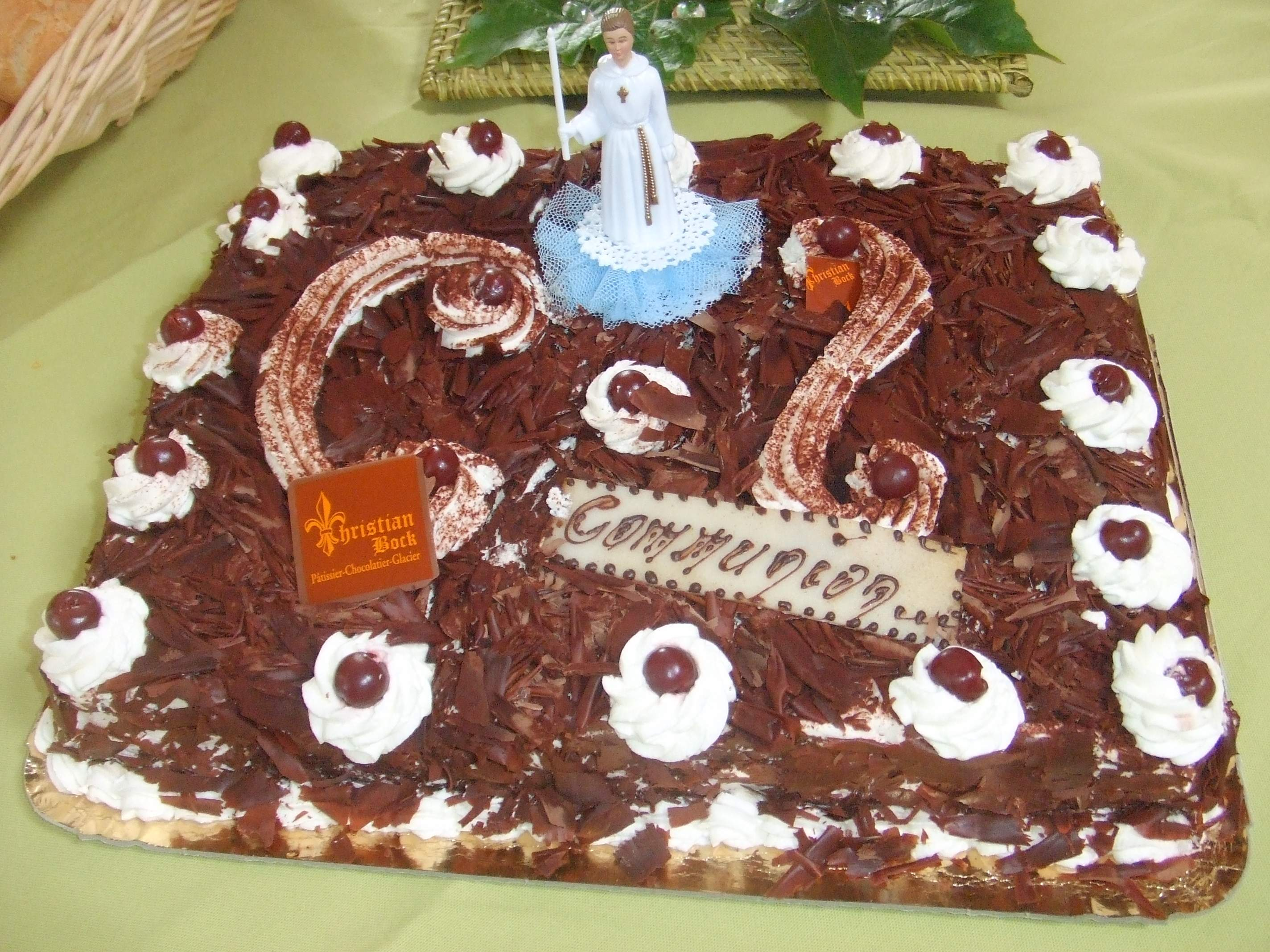
Християнські сім'ї часто купують торти для своїх дітей у день першого причастя.

Перше причастя є важливою традицією для католицьких сімей і окремих людей. Для католиків латинської церкви Святе причастя зазвичай є третім із семи прийнятих таїнств; це відбувається лише після прийняття хрещення, і коли людина досягла віку розуму (зазвичай, близько 7-8 років). Першому причастю має передувати перша сповідь (перше таїнство покаяння). Для тих, хто вступає в Католицьку церкву в дорослому віці, миропомазання відбувається безпосередньо перед першим причастям. У 1910 році Папа Пій Х видав декрет Quam singulari, який змінив вік, у якому приймають Перше Причастя, до 7 років. Раніше місцеві стандарти становили 10-12 або навіть 14 років. Візантійські католики святкують таїнства хрещення, миропомазання і причастя в один день з хрещенням немовляти.
Традиції святкування Першого Причастя зазвичай включають великі сімейні збори та вечірки для святкування цієї події. Першопричасник одягає спеціальний одяг. Одяг часто білий, щоб символізувати чистоту, але не у всіх культурах. Часто дівчина одягає святкову сукню і фату, прикріплену до віночка з квітів або іншої прикраси для волосся. В інших громадах дівчата зазвичай носять сукні, передані їм від сестер чи матерів, або навіть просто шкільну форму з фатою чи вінком. Хлопчики можуть носити костюм із краваткою, смокінг, недільний найкращий одяг або національний одяг із вишитою пов'язкою на лівій руці та іноді білими рукавичками.
У багатьох країнах Латинської Америки хлопчики носять парадну форму військового стилю з аксельбантами із золотого плетення. У Швейцарії і хлопчики, і дівчатка носять прості білі мантії з коричневими дерев'яними хрестами на шиї. В Іспанії, Німеччині, Люксембурзі, Австрії та Гуамі дівчаток одягають як маленьких наречених, хоча останнім часом це було частково замінено альбами.
У Шотландії хлопчики традиційно носять кілти та інший традиційний шотландський одяг, який супроводжує кілт. На Філіппінах служби Першого причастя часто відбуваються на свято Непорочного Зачаття, коли хлопчики одягають або баронг-тагалог, або західний костюм, а дівчата — просту білу сукню або біле покривало.
Зазвичай дарують подарунки релігійного характеру, такі як Біблії, дитячі або підліткові щоденні релігійні книги, чотки, молитовники, релігійні статуетки, натільні хрестики, ікони та священні листівки. Поширені також грошові подарунки. 
Багато сімей на згадку про подію роблять офіційні професійні фотографії на додаток до аматорських знімків. Деякі церкви організовують професійного фотографа після церемонії.

## Галерея

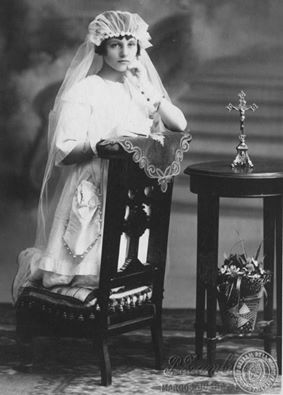
Фотографія дівчини з Першого Причастя в Аргентині, 1923 рік
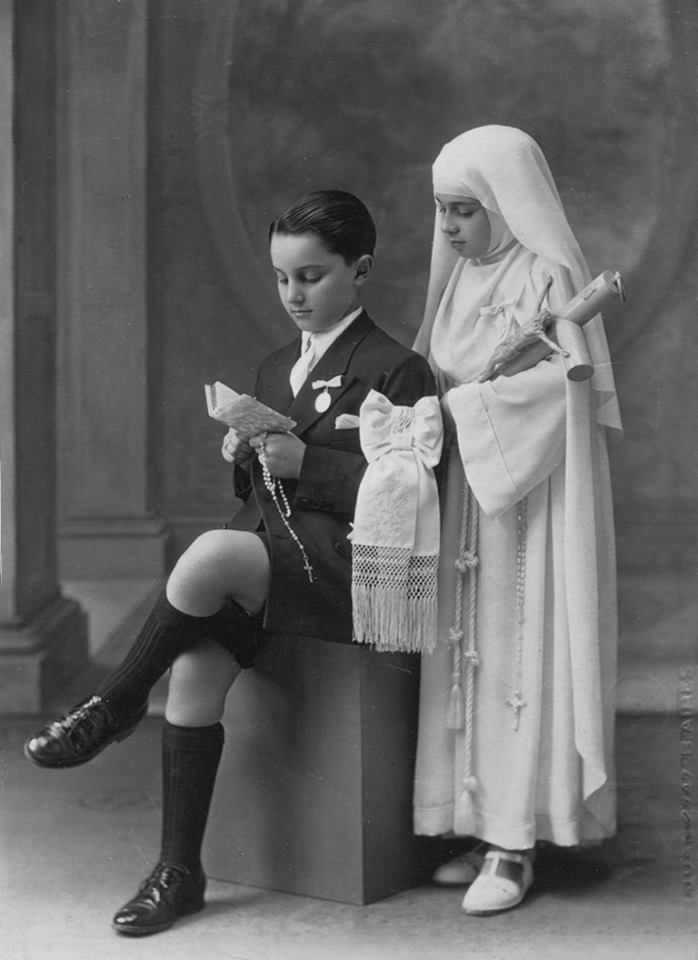
Діти з Аргентини в 1920 році
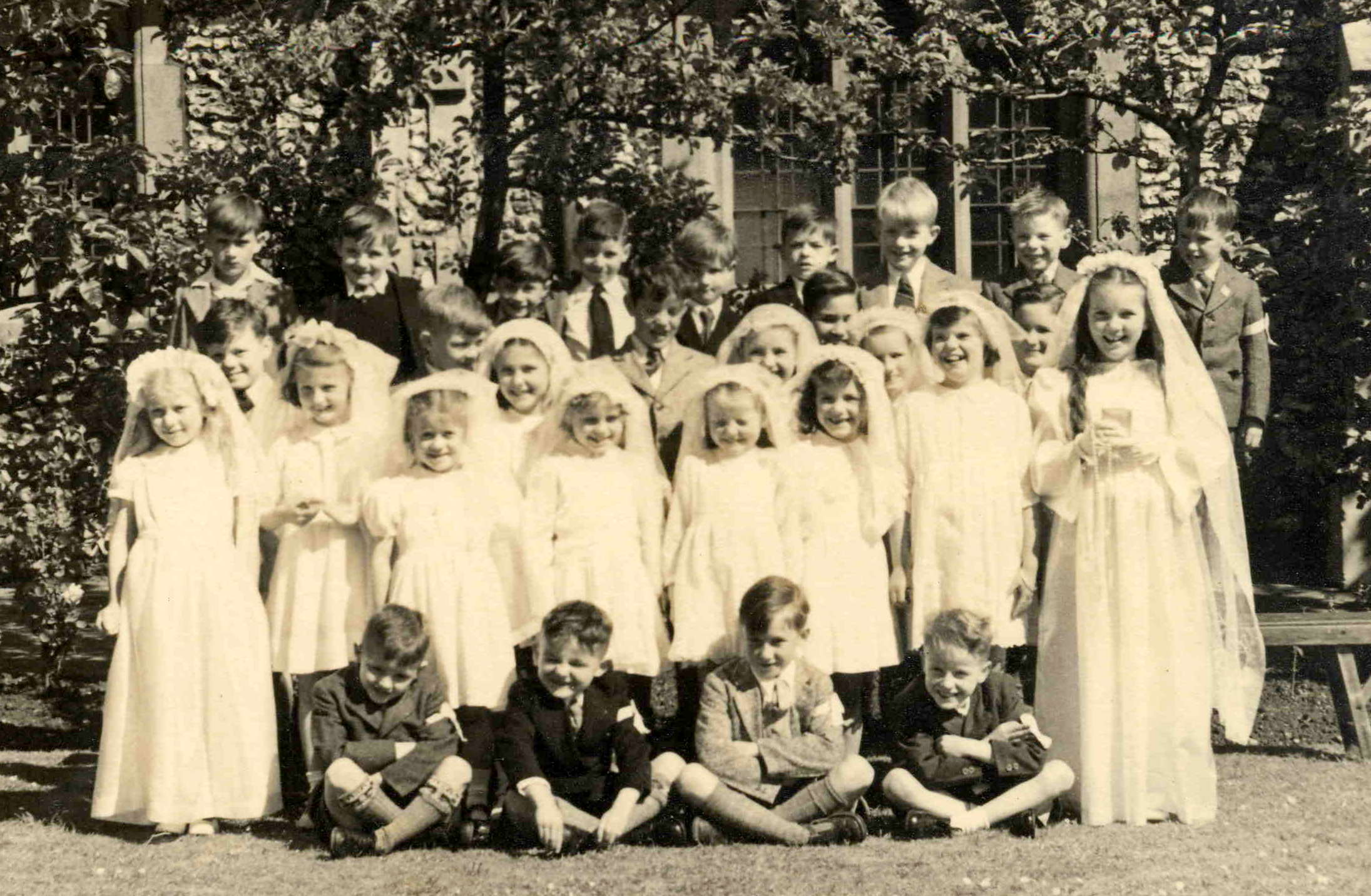
Діти з Холірудської школи в Англії, 1949 рік
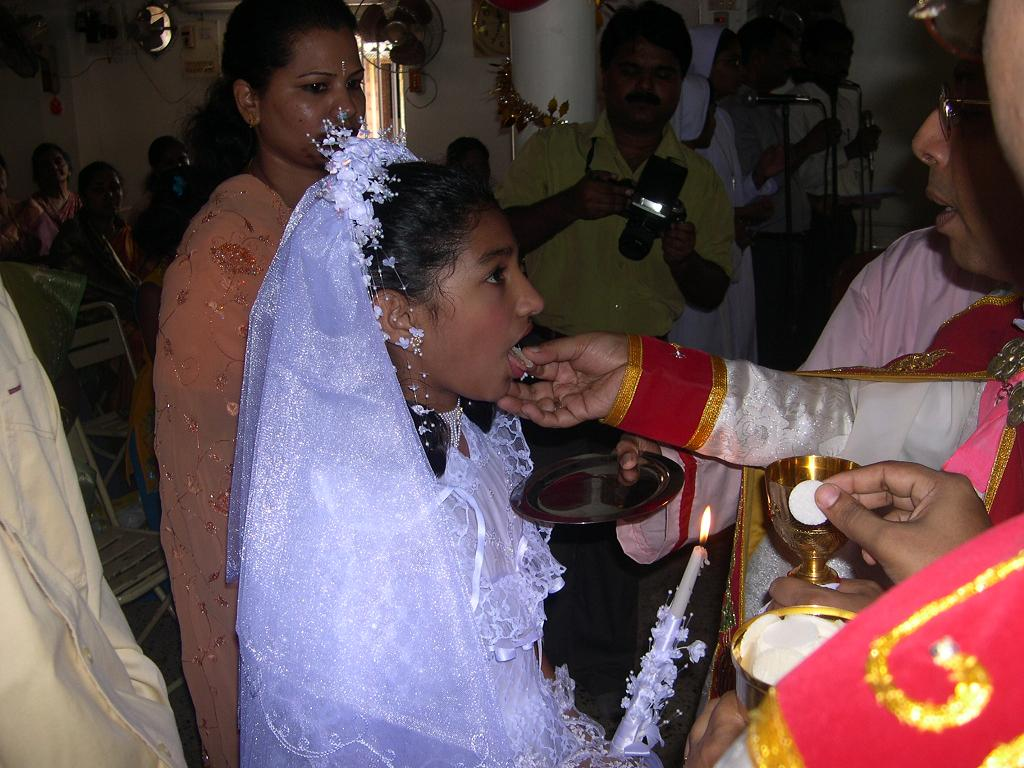
Індійська дівчина приймає перше причастя
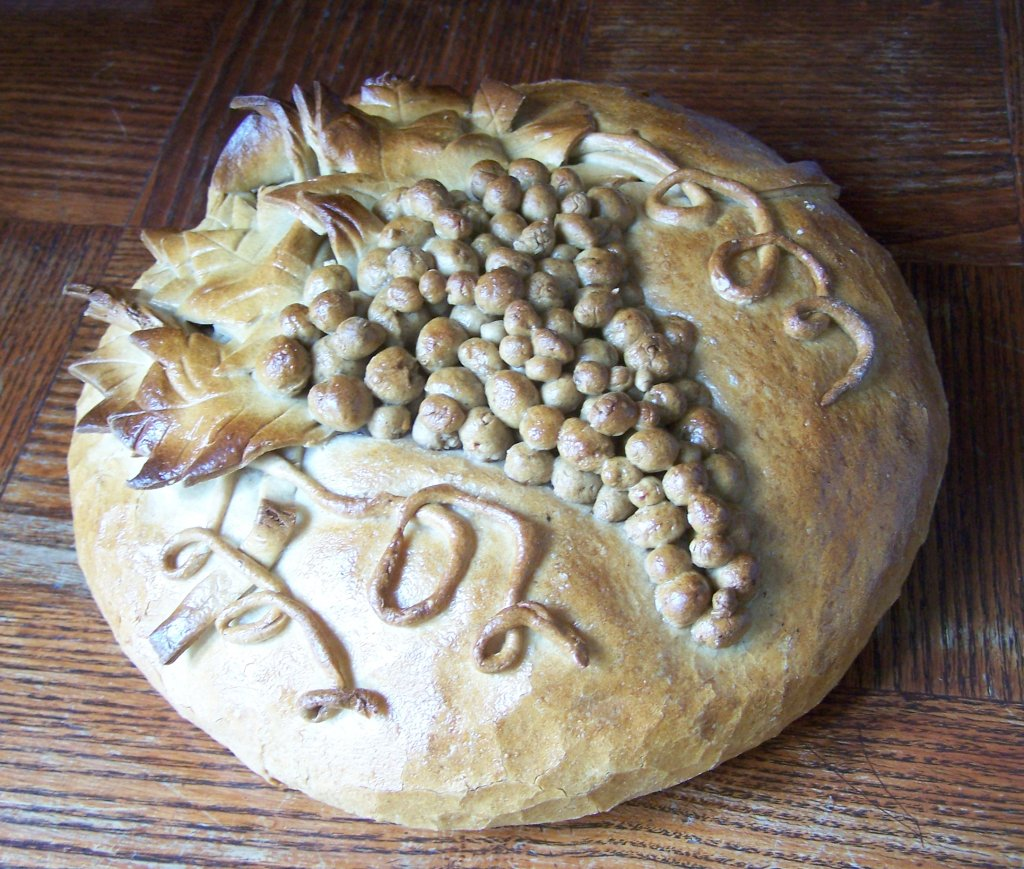
Прикрашений хліб є подарунком для церкви від дітей, які прийняли Перше причастя в Польщі.
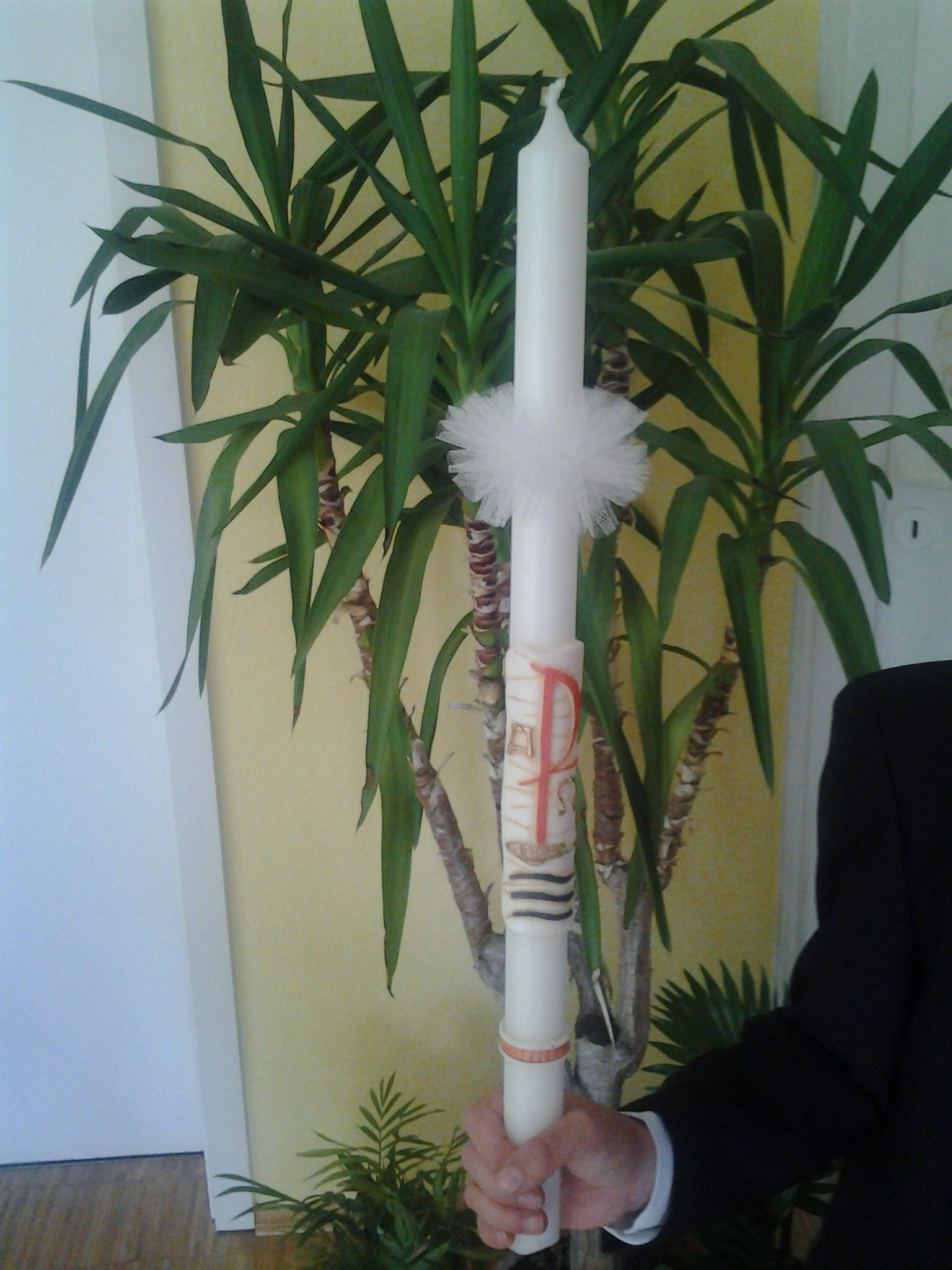
Свічка, яка використовується для Першого причастя
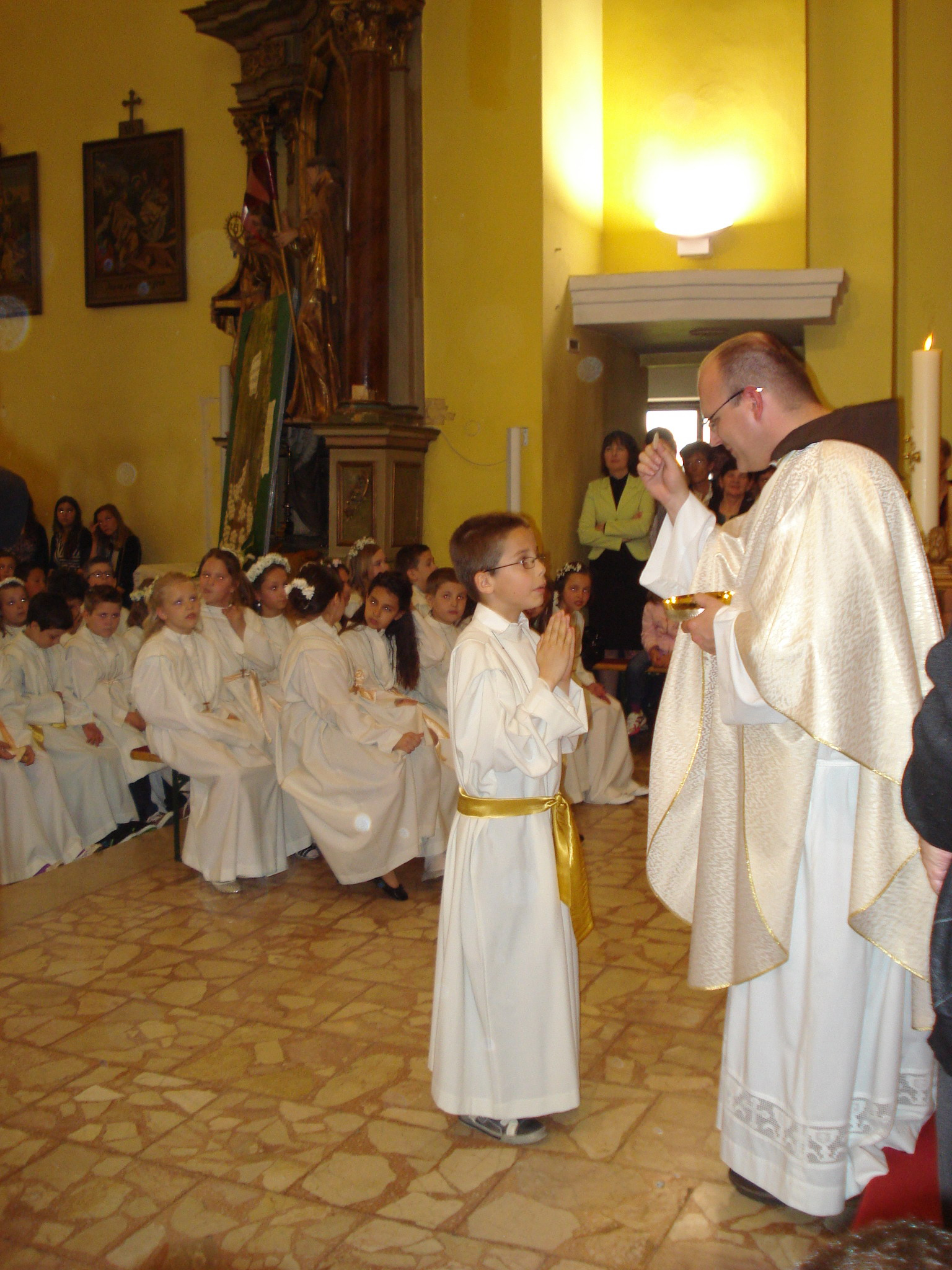
Церемонія Першого Причастя в Церкві Святого Миколая в Чаковець, Хорватія, 2014 рік
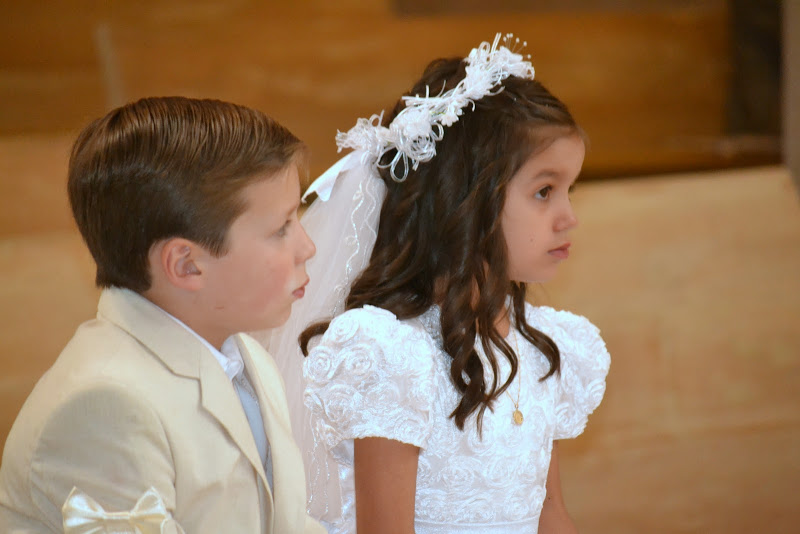
Перше причастя в Мехіко, Мексика
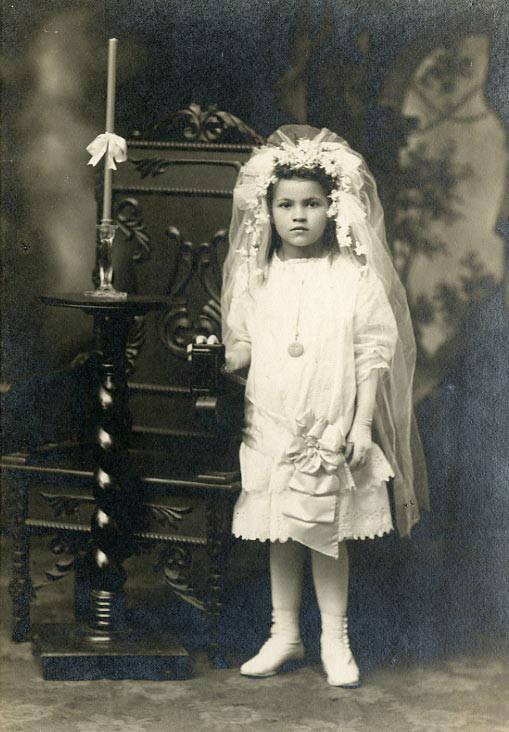
Перше причастя в Толедо, штат Огайо, бл. 1920 року
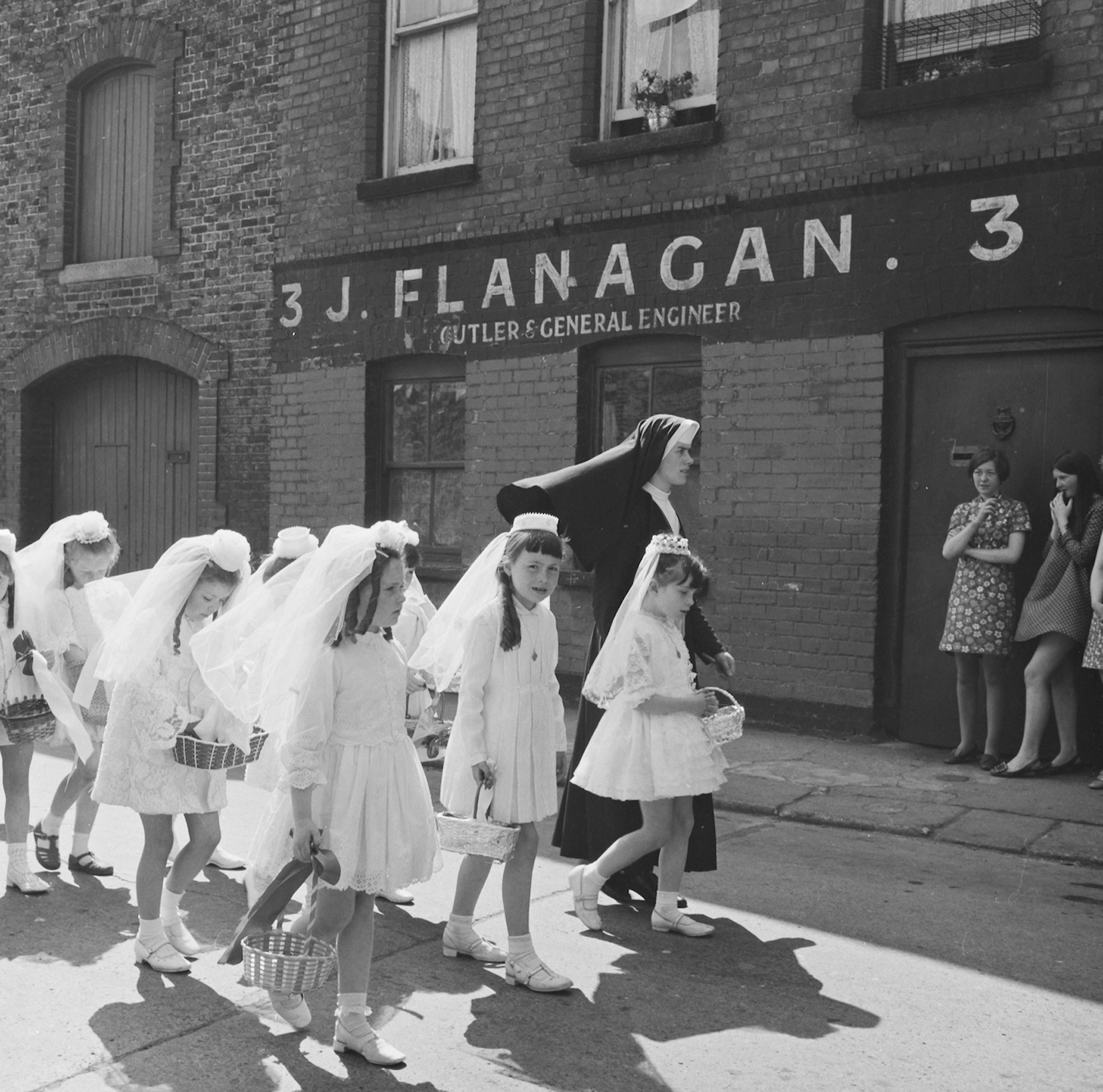
Дівчата причастя, Дублін, Ірландія, на свято Божого Тіла, 1969 рік